# Sam & Max Season One
Sam & Max Stagione Uno (nota anche come Sam & Max Salvano il Mondo - Sam & Max Save The World in originale)  è una raccolta della prima serie di avventure grafiche sviluppate dalla Telltale Games per i personaggi di Sam & Max e pubblicato come episodi tra il 2006 e il 2007.
Ogni episodio è dotato di una propria trama ma i singoli episodi sono legati da una trama di fondo che termina con l'ultimo episodio della prima stagione. I videogiochi sono stati realizzati con la collaborazione dell'ideatore dei fumetti al fine di rispecchiare al meglio l'ironia dei fumetti originari.
La prima stagione è stata cofinanziata dal distributore GameTap e per questo motivo il distributore poteva mettere in vendita con 15 giorni d'anticipo sugli altri canali i singoli episodi. Telltale ha dichiarato di vagliare la possibilità di realizzare una versione dei giochi per Xbox 360 e Wii. Il 4 aprile 2008 la società ha annunciato ufficialmente la conversione per la console Wii e poco dopo anche la conversione per Xbox 360, ma non per PlayStation Network come le successive due stagioni.
Una remastered del gioco, con il widescreen, nuove musiche e grafica migliorata è stata pubblicata dalla Skunkape Games, un gruppo di persone che lavoravano per la Telltale Games nel 2020 per PC e Nintendo Switch.

## Episodi
| # | Episodio                           | Data distribuzione (GameTap) | Data distribuzione (Internazionale)                                                             | Trama |
| - | ---------------------------------- | ---------------------------- | ----------------------------------------------------------------------------------------------- | --- |
| 1 | "Shock Culturale"                  | 17 ottobre 2006              | 1º novembre 2006                                                                                | Un trio di ex bambini stelle dello spettacolo, i Soda Poppers, stanno causando problemi nel quartiere di Sam & Max, a causa di un loro rivale, Brady Culture. |
| 2 | "Situation: Comedy"                | 20 dicembre 2006             | 5 gennaio 2007                                                                                  | Myra Stump, conduttrice e presentatrice di un talk show, prende in ostaggio il suo pubblico. Sam & Max vengono chiamati per risolvere la situazione. |
| 3 | "La Talpa, la Mafia e la Polpetta" | 25 gennaio 2007              | 8 febbraio 2007                                                                                 | Il commissario sta investigando su un'operazione clandestina alla Sala Giochi e Casinò Senza Mafia di Ted E. Bear, ma la talpa che ha inviato per infiltrarsi e riferire ha improvvisamente troncato i contatti. Per ritrovarla, Sam & Max dovranno infiltrarsi a loro volta nell'organizzazione diventando essi stessi Mafiosi dei Giocattoli.                                                                |
| 4 | "Abramo Lincoln Deve Morire!"      | 22 febbraio 2007             | 9 marzo 2007 (1º marzo per gli abbonati alla I stagione) Page Not Found – Telltale Games        | Sam e Max devono indagare nientemeno che sul conto del Presidente degli Stati Uniti, il quale sta imponendo dei mandati stupidi e inutili come abbracci obbligatori. Non solo il duo dovrà far scendere dal piedistallo il Presidente, ma dovrà mettere al suo posto uno di loro, anche se Abramo Lincoln avrà qualcosa da ridire al riguardo. L'episodio è stato pubblicato gratuitamente il 5 novembre 2007. |
| 5 | "Reality 2.0"                      | 29 marzo 2007                | 12 aprile 2007 (9 aprile 2007 per gli abbonati alla I stagione)                                 | La gente è ipnotizzata dalla moda del momento di Internet, e ciò sta mandando fuori di testa i sistemi informatici di tutto il pianeta. Sam e Max devono trovare un modo per poter entrare nel mondo virtuale e rintracciare il cuore di Internet stesso per staccare la spina delle sue bravate. |
| 6 | "Il Lato Chiaro della Luna"        | 26 aprile 2007               | 10 maggio 2007 (7 maggio 2007 per gli abbonati alla I stagione) Page Not Found – Telltale Games | Sam and Max devono andare sulla Luna per salvare il mondo intero dalla schiavitù ipnotica. |

### Machinima
Dopo ogni episodio Telltale pubblicò tre machinima su Sam & Max che fanno da legame con l'episodio successivo.
| #   | Episodio                       | Data distribuzione | Trama |
| --- | ------------------------------ | ------------------ | --- |
| 1.1 | "Frank Discussion"             | 30 novembre 2006   | Sam e Max nel negozio di Bosco discutono delle proprietà degli hot dog e su come conservarle.                                |
| 1.2 | "Trainspotting"                | 7 dicembre 2006    | Sam pensa al senso della vita mentre Max si domanda se questo si trova fuori dal loro ufficio.                               |
| 1.3 | "A Painstaking Search"         | 12 dicembre 2006   | Avendo perso le chiavi del loro ufficio, Sam & Max ripercorrono i luoghi dell'ultimo caso alla ricerca delle chiavi perdute. |
| 2.1 | "Reality Blights"              | 4 gennaio 2007     | Max vuole convincere Sam a comparire nello show Four Freaks in a Terribly Cramped Office.                                    |
| 2.2 | "Egregious Philosophy Platter" | 11 gennaio 2007    | Sam & Max partecipano allo show Egregious Philosophy Platter, nello show si discute di filosofi come Socrate e Cartesio.     |
| 2.3 | "Kitchen Consequential"        | 18 gennaio 2007    | Sam & Max partecipano al programma Fun in the Kitchen With Sam and Max.                                                      |
| 3.1 | "Interrogation"                | 1º febbraio 2007   | Sam & Max mostrano ai telespettatori come interrogare un sospetto.                                                           |
| 3.2 | "Coffee"                       | 8 febbraio 2007    | Sam & Max mostrano la loro telecinesi su una tazza di caffè.                                                                 |
| 3.3 | "The Blank Blank Blank"        | 15 febbraio 2007   | Sam & Max discutono con Bosco delle agenzie governative.                                                                     |
| 4.1 | "War Games"                    | 1º marzo 2007      | Sam & Max eseguono una simulazione nella War Room nella Casa Bianca                                                          |
| 4.2 | "The Teapot Drone Scandal"     | 15 marzo 2007      | L'agenzia segreta statunitense è comandata da Max. Max ordina a un agente di cantare la canzone della teiera.                |
| 4.3 | "Saving the Economy"           | 22 marzo 2007      | Max spiega il suo piano per rendere l'economia più produttiva.                                                               |
| 5.1 | "Artichoke"                    | 5 aprile 2007      | Il presidente Max indice una conferenza, ha bisogno dell'aiuto dei giornalisti.                                              |
| 5.2 | "Bosco"                        | 12 aprile 2007     | Max annuncia il suo attacco contro Bosco. Nonostante l'annuncio l'attacco non è in esecuzione.                               |
| 5.3 | "A Fireside Chat"              | 19 aprile 2007     | Max registra un messaggio per lo stato dell'Idaho al fine di convincere questi lettori a votare per lui.                     |